# Đội tuyển bóng đá quốc gia Liên Triều ở Nhật Bản
Đội tuyển bóng đá quốc gia Liên Triều ở Nhật Bản đại diện cho cộng đồng Người Triều Tiên tại Nhật Bản. Đội bao gồm các cầu thủ mang quốc tịch Bắc Triều Tiên, Hàn Quốc và Nhật Bản. Đội do Hiệp hội bóng đá Liên Triều ở Nhật Bản (UKFAJ) điều hành, đã gia nhập ConIFA vào năm 2015 và chơi các trận đầu tiên tại Giải vô địch bóng đá thế giới ConIFA 2016.

## Lịch sử
Đội tuyển quốc gia phát triển từ câu lạc bộ bóng đá địa phương dành cho người Triều Tiên ở Nhật Bản, FC Korea, được thành lập vào năm 1961 và hiện đang chơi ở Kanto Soccer League, và vẫn là trụ sở của đội tuyển quốc gia. Khi thành lập, nó gia nhập ConIFA và trở thành một trong những đội châu Á được mời chơi tại Giải vô địch bóng đá thế giới ConIFA 2016 vào ngày 9 tháng 1 năm 2016. Đội đã tiến vào vòng tứ kết sau khi đánh bại Székely Land 1-0 ở vòng bảng, nhưng để thua trên chấm phạt đền trước Bắc Síp, do đó đưa họ vào các vòng xếp hạng, nơi cuối cùng họ đứng thứ 7 trong cuộc thi tổng thể.
Vào năm 2018, họ đã được xác nhận là sẽ tham dự Giải vô địch bóng đá thế giới ConIFA 2018. Đối với giải đấu, họ đã bổ nhiệm cựu tuyển thủ Bắc Triều Tiên An Yong-hak làm huấn luyện viên trưởng.

## Đội hình hiện tại
Những cầu thủ sau đây đã được gọi vào đội hình để đối đầu với Panjab, Tây Armenia và Kabylie tại Giải vô địch bóng đá thế giới ConIFA 2018 ở London từ ngày 31 tháng 5 đến ngày 10 tháng 6.
| Số | VT | Cầu thủ         | Ngày sinh (tuổi)  | Trận | Bàn | Câu lạc bộ                |
| -- | -- | --------------- | ----------------- | ---- | --- | ------------------------- |
| 1  | TM | Shim Woo-dae    | 24 tháng 1, 1985  | 0    | 0   | Unattached                |
| 96 | TM | Lim Hyo-geum    | 3 tháng 5, 1996   | 0    | 0   | Kwansei Gakuin University |
|    |    |                 |                   |      |     |                           |
| 2  | HV | An Yong-hak     | 25 tháng 10, 1978 | 0    | 0   | Unattached                |
| 5  | HV | Hong Yun-guk    | 11 tháng 2, 1995  | 0    | 0   | FC Tokushima              |
| 6  | HV | Son Min-chol    | 27 tháng 10, 1986 | 0    | 0   | Lee Man FC                |
| 13 | HV | Kim Sun-ji      | 5 tháng 12, 1994  | 5    | 0   | FC Korea                  |
| 17 | HV | Shin Yong-ki    | 14 tháng 4, 1993  | 11   | 0   | FC Korea                  |
| 98 | HV | Kang Yoo-jun    | 8 tháng 5, 1998   | 0    | 0   | Monroe Mustangs           |
|    |    |                 |                   |      |     |                           |
| 4  | TV | Ko Ji-hwang     | 2 tháng 3, 1995   | 0    | 0   | FC Tokushima              |
| 7  | TV | Lee Tong-jun    | 25 tháng 6, 1993  | 0    | 0   | Arawore Hachikita         |
| 8  | TV | Choi Gwang-yeon | 23 tháng 12, 1987 | 0    | 0   | FC Korea                  |
| 10 | TV | Yun Song-i      | 29 tháng 1, 1980  | 0    | 0   | Unattached                |
| 14 | TV | Byun Yeong-jang | 1 tháng 11, 1988  | 0    | 0   | Tokyo United              |
| 21 | TV | Hong Te-il      | 24 tháng 5, 1988  | 0    | 0   | Unattached                |
| 26 | TV | Mun Su-hyeon    | 6 tháng 8, 1995   | 0    | 0   | FC Korea                  |
| 28 | TV | Ken Tamiyama    | 29 tháng 12, 1995 | 10   | 0   | FC Tokushima              |
| 89 | TV | Lee Tong-soung  | 1 tháng 3, 1999   | 0    | 0   | Staines Town              |
|    |    |                 |                   |      |     |                           |
| 51 | TĐ | Shin Yong-ju    | 1 tháng 1, 1996   | 0    | 0   | FC Korea                  |